# روكافالدينا
روكافالدينا (بالإيطالية: Roccavaldina)‏ هي بلدية في مقاطعة ميسينا في صقلية الإيطالية.

## السكان
في سنة 1861 بلغ عدد السكان 1٬648 نسمة، وتطور العدد ليصل في سنة 2011 لـ 1٬149 نسمة.
يظهر هذا المخطط البياني تطور النمو السكاني لـ روكافالدينا